# Yo, adicto
Yo, adicto es una serie española de televisión por internet de drama creada por Javier Giner y Aitor Gabilondo para Disney+, basada en la novela homónima de Giner. Está producida por Alea Media y protagonizada por Oriol Pla. Se estrenó el 30 de octubre de 2024.

## Trama
Javier Giner (Oriol Pla) es un profesional de la industria audiovisual que toma la decisión de ingresar voluntariamente en un centro de desintoxicación en busca de ayuda profesional. Su decisión se debe a su incapacidad de lidiar con su angustia vital, la cual le ha llevado a recluirse en una insostenible espiral de alcohol, drogas y sexo. A lo largo de unos meses, cambiará profundamente, sobre todo gracias a un proceso de curación y redención en el que tienen mucho que ver los compañeros y trabajadores del centro y sus familiares.

## Reparto

### Principal
- Oriol Pla como Javier Ignacio "Javi" Giner Miranda
- Nora Navas como Anais López (Episodio 1 - Episodio 4; Episodio 6)

### Secundario
- Bernabé Fernández como Sergi (Episodio 2 - Episodio 3 - Episodio 4)
- Victoria Luengo como Rui (Episodio 2)
- Àlex Brendemühl como Rafael (Episodio 3 - Episodio 5)
- Omar Ayuso como Iker Garay Acosta (Episodio 4)

### Episódico
- Itziar Lazkano como Madre de Javi (Episodio 1; Episodio 5)
- Marina Salas como Lola (Episodio 3 - Episodio 4; Episodio 6)
- Catalina Sopelana como Interna clínica (Episodio 2 - Episodio 3; Episodio 6)
- Pilar Bergés como Alicia (Episodio 2 - Episodio 4; Episodio 6)
- Ramón Barea como Tino Giner (Episodio 5)

## Capítulos
| N.º | Título         | Dirigido por | Escrito por                                        | Fecha de lanzamiento original |
| --- | -------------- | ------------ | -------------------------------------------------- | ----------------------------- |
| 1   | «La adicción»  | Javier Giner | Javier Giner y Aitor Gabilondo                     | 30 de octubre de 2024         |
| 2   | «La clínica»   | Javier Giner | Javier Giner, Aitor Gabilondo y Jorge Gil Munarriz | 30 de octubre de 2024         |
| 3   | «El monstruo»  | Elena Trapé  | Javier Giner y Alba Carballal                      | 30 de octubre de 2024         |
| 4   | «Los vínculos» | Javier Giner | Javier Giner y Jorge Gil Munarriz                  | 30 de octubre de 2024         |
| 5   | «La familia»   | Elena Trapé  | Javier Giner y Alba Carballal                      | 30 de octubre de 2024         |
| 6   | «La despedida» | Elena Trapé  | Javier Giner, Alba Carballal y Jorge Gil Munarriz  | 30 de octubre de 2024         |

## Producción
El 8 de mayo de 2023, Disney+ anunció que estaba desarrollando una adaptación a televisión de la novela autobiográfica Yo, adicto del guionista Javier Giner, quien también cocreó la serie junto al productor Aitor Gabilondo. Oriol Pla fue anunciado como el actor que protagonizaría la serie, que también anunció las inclusiones en su reparto de Nora Navas, Ramón Barea, Marina Salas, Itziar Lazkano, Bernabé Fernández, Catalina Sopelana, Vicky Luengo y Omar Ayuso. El rodaje de la serie tuvo lugar en Barcelona.

## Lanzamiento y marketing
En julio de 2024, se anunció que las series Yo, adicto, Querer y Celeste tendrían sus estrenos mundiales en el Festival Internacional de Cine de San Sebastián. El 5 de septiembre de 2024, Disney+ anunció que Yo, adicto se estrenaría en su plataforma el 30 de octubre de 2024.